# Une drôle d'histoire
Pour plus de détails, voir Fiche technique et Distribution.
Une drôle d'histoire, ou C'est comme une drôle d'histoire au Québec (It's Kind of a Funny Story) est un film américain réalisé par Anna Boden et Ryan Fleck, sorti en salles le 8 octobre 2010 aux États-Unis. Il est inspiré du roman du même titre (en) de l'auteur Ned Vizzini (en).

## Synopsis
Envisageant de se suicider, Craig Gilner cherche de l'aide dans un hôpital. Il dit à un médecin nommé Dr Mahmoud qu'il a besoin d'une aide immédiate, il est donc inscrit pour un séjour de cinq jours dans un hôpital psychiatrique.
Craig ressent beaucoup de pression de la part de son lycée, Executive Pre-Professional, et est stressé de devoir présenter une candidature pour une prestigieuse université d'été. De plus, il sent qu'il a des lacunes dans l'ombre de son meilleur ami Aaron, qui est excellent en tout, et de son père, qui le pousse à bien faire. Au début, Craig ne sait pas s'il a fait le bon choix de rester, craignant que ses amis ne découvrent où il se trouve, en particulier Nia, son béguin et la petite amie d'Aaron.
Craig est présenté à Bobby, un patient qui prend Craig sous son aile. Au cours d'une discussion de groupe, Craig apprend que Bobby est stressé par une entrevue à venir, espérant déménager dans un foyer de groupe. Bobby craint que le pull qu'il porte soit tout ce qu'il doit porter pour l'entretien, alors Craig lui propose de porter l'une des chemises habillées de son père. Noelle, une autre patiente qui s'automutile, est impressionnée par la gentillesse de Craig, alors lui laisse un mot pour la rencontrer plus tard. Ils assistent ensemble à une séance de peinture pour les patients, où Craig peint une image d'un plan de ville imaginaire qu'il décrit comme "comme mon propre cerveau".
Tout au long de son séjour, Craig se lie avec divers patients, dont Bobby et Noelle. Bobby lui dit qu'il est père d'une petite fille et qu'il est dans la salle pour avoir tenté de se suicider six fois. Alors que Craig essaie d'aider Bobby à résoudre ses problèmes, Bobby, à son tour, aide Craig à trouver le courage de demander à Noelle.
Une nuit, Nia s'arrête pour rendre visite à Craig, révélant qu'elle et Aaron ont rompu. Craig invite Nia dans sa chambre, où elle essaie de le séduire. Cependant, ils sont interrompus par le colocataire de Craig, Muqtada, un patient qui n'a pas quitté la chambre pendant son séjour. Alors que Nia s'épuise, Craig la poursuit, déclarant qu'il l'aime, ignorant que Noelle se tient derrière lui. Bouleversée, elle s'en va, laissant derrière elle un autoportrait qu'elle avait prévu de lui offrir.
Craig gagne finalement le pardon de Noelle, et le couple se faufile brièvement hors de la salle, sur le toit de l'hôpital. Là, Noelle lui demande de sortir et ils s'embrassent. Craig a un entretien avec le médecin-chef, le Dr Minerva; il explique qu'il a réalisé qu'il voulait devenir artiste et qu'il est reconnaissant que ses problèmes ne soient pas aussi graves que certains des autres.
Cette nuit-là, Craig demande au personnel une soirée pizza, afin que les patients puissent lui dire au revoir ainsi qu'à Bobby - les deux reçoivent leur congé le lendemain. Craig appelle Aaron, lui demandant d'apporter un disque. Quand Aaron arrive, il lui dit que lui et Nia résolvent leurs problèmes et ils s'embrassent. Lors de la fête, Craig joue le disque de musique égyptienne, faisant sortir Muqtada de sa chambre. Il dit à Bobby qu'ils devraient se revoir après leur libération, ce qu'il considère, et Bobby le remercie d'avoir changé ses perspectives d'avenir.
Après la libération de Craig, il raconte un montage montrant qu'il a commencé à sortir avec Noelle, à devenir de meilleurs amis avec Aaron et Nia et à poursuivre son objectif de devenir artiste. Il a annoncé à son père qu'il ne suivrait pas son chemin, ce que son père comprend. Craig affirme que, bien que son séjour n'ait pas guéri son état, cela l'a beaucoup aidé et qu'il peut traverser le reste de sa vie avec l'aide de sa famille et de ses amis.

## Fiche technique
- Titres français : Une drôle d'histoire ( France) et C'est comme une drôle d'histoire ( Québec)
- Titre original : It's Kind of a Funny Story
- Réalisation et scénario : Anna Boden et Ryan Fleck
- D'après le roman de Ned Vizzini (en)
- Production : Ben Browning (de), Kevin Misher (en)
- Musique originale : Broken Social Scene
- Photographie : Andrij Parekh (en)
- Montage : Anna Boden
- Distribution : Focus Features
- Budget : 8 000 000 $
- Langue originale : anglais

## Distribution
Légende : Version Française = VF et Version Québécoise = VQ
- Keir Gilchrist (VF : Dimitri Rougeul ; VQ : Nicolas Bacon) : Craig Gilner
- Zach Galifianakis (VF : Daniel Lafourcade ; VQ : Louis-Philippe Dandenault) : Bobby
- Emma Roberts (VQ : Claudia-Laurie Corbeil) : Noelle
- Viola Davis (VQ : Hélène Mondoux) : Dr Minerva
- Zoë Kravitz (VF : Caroline Pascal ; VQ : Sarah-Jeanne Labrosse) : Nia
- Thomas Mann (VF : Jim Redler) : Aaron, le meilleur ami de Craig
- Aasif Mandvi (VF : Marc Saez) : Dr Mahmoud
- Bernard White : Muqtada, le voisin de chambre de Craig
- Lauren Graham (VF : Nathalie Régnier ; VQ : Valérie Gagné) : Lynn, la mère de Craig
- Jim Gaffigan : George, le père de Craig
- Jeremy Davies (VF : Franck Capillery ; VQ : Claude Gagnon) : Smitty
- Mary Birdsong : l'ex-femme de Bobby
- Matthew Maher (en) (VQ : Patrick Chouinard) : Humble
- Adrian Martinez (VQ : Stéphane Rivard) : Johnny
- Novella Nelson : le professeur

## Bande originale
- Intro, interprété par The xx
- Be (Intro), interprété par Common
- Chameleon, interprété par Broken Social Scene
- No Smiling Darkness/Snake Charmers Association, interprété par Broken Social Scene
- Weddings, interprété par Broken Social Scene
- Ambulance for the Ambience, interprété par Broken Social Scene
- Millionaire, interprété par Izza Kizza (en)
- Busy Shoppers, composé par Len Stevens
- Let's Go Surfing, interprété par The Drums
- Smash It Up, interprété par The Damned
- Happy Today, interprété par The WoWz
- Tourist In Your Town, interprété par Pink Mountaintops (en)
- Icarus, interprété par White Hinterland (en)
- The Breaks, interprété par Kurtis Blow
- 2-4-6-8 Motorway, interprété par The Tom Robinson Band
- Murderous Assault, composé par Harry Lubin
- Don't Forget Your Torch, composé par Jon Durnie Brooks
- Soledad, interprété par Pharoah Sanders
- Where You Go, interprété par Elden Calder
- Beyn Rebin's Sude, composé par Robin Jeffery et Roddy Skeaping
- Under Pressure, interprété par Queen et David Bowie
- The Ills, interprété par Mayer Hawthorne
- Da Rockwilder, interprété par Method Man & Redman
- Lost in the Galaxy, composé par Harry Lubin
- Where Is My Mind?, interprété par Maxence Cyrin
- It's Alright, Ma (I'm Only Bleeding), composé par Bob Dylan
- Blood, interprété par The Middle East (en)
- It's Alright, interprété par Black Sabbath
- Cold Heat, interprété par Lil' Lavair and The Fabulous Jades
- We Have Each Other, interprété par Kenny Smith
- Check Me Out, interprété par Little Denise
- Habina, interprété par Rachid Taha
- Major Label Debut (Fast), interprété par Broken Social Scene
- Not At My Best, interprété par Brendan Canning (en), Kevin Drew (en), Charles Spearin (en), Andrew Whiteman (en), Justin Peroff (en) et Sam Goldberg (en)

## Réception critique et commerciale
Une drôle d'histoire a reçu des critiques globalement positives,. Toutefois, le succès commercial n'a pas été au rendez-vous, et le film n'a pas été amorti au box-office : il a réalisé 6 491 240 $ de recettes dans le monde, pour un budget de 8 000 000 $. Ces recettes ont été essentiellement faites en Amérique du Nord (6 363 628 $ en 7 semaines) et au Royaume-Uni (127 612 $).
Le film n'est pas sorti dans les salles françaises.